# Zápisník alkoholicky
Zápisník alkoholicky ( en inglés, Her Drunken Diary; literal, Diario de una alcohólica ) es una película checa de drama psicológico de 2024 dirigida por Dan Svátek. 

## Resumen
Una joven pareja, Míša y Ondřej, se mudan a las afueras de Praga para vivir con los padres de Ondřej. Aunque Ondřej trabaja en Praga y apenas tiene tiempo de estar con la familia, la atmósfera de la nueva casa comienza a ser sofocante. Para Míša, convivir con los suegros resulta insoportable y gradualmente comienza a sucumbir a las tentaciones del alcohol y del aislamiento social.

## Reparto
- Tereza Ramba : Míša
- Miloslav König : Ondřej
- Barbara Lukešová : suegra
- Miroslav Hanuš : suegro
- Martin Finger
- Alžběta Malá

## Producción
La película se basa en el libro autobiográfico de Michaela Duffková, quien ganó el premio Magnesia Litera en 2019 por su blog, luego publicado en papel en forma de diario. Es continuación de la película dirigida por Dan Svátek, The Smiles of Sad Men, cuyo guion se basaba en un libro de Jaroslav Formánek.

## Reception
Los críticos de cine elogiaron la actuación de Tereza Ramba en el papel principal, pero criticaron la película por la superficialidad en la descripción del tema del alcoholismo. El guion de Marta Fenclová y el enfoque innovador del director Dan Svátek fueron rechazados por la crítica.